# The Underwater Menace
The Underwater Menace (La amenaza bajo el agua) es el quinto serial de la cuarta temporada de la serie británica de ciencia ficción Doctor Who, emitido originalmente en cuatro episodios semanales del 14 de enero al 4 de febrero de 1967. Constituye el primer viaje de Jamie McCrimmon como acompañante del Doctor.

## Argumento
La TARDIS aterriza en una isla volcánica aparentemente desierta. El Doctor, Ben, Polly y Jamie son capturados en una cueva y los llevan en un ascensor a las profundidades, bajo el nivel del mar. Son prisioneros de los supervivientes de la Atlántida. Su Alto Sacerdote, Lolem, declara que deben ser sacrificados al gran dios Amdo. Cuando están a punto de echarles a una piscina llena de tiburones, se presenta el profesor Zaroff, un científico renegado que ha desarrollado la tecnología para refinar el plancton del que se alimentan los atlantes. El Doctor convence al profesor para que le contrate como parte de su cuerpo de científicos, que están trabajando para cumplir el plan de Zaroff: levantar la Atlántida del mar.
Jamie y Ben son enviados a trabajar en una mina, mientras a Polly el científico Damon la marca para convertirla en mujer pez, parte de una banda de anfibios que cultivan plancton para alimentar a la ciudad. El Doctor interrumpe el suministro eléctrico, aplazando la operación de conversión. Damon culpa a Zaroff y sus experimentos. El Doctor, trabajando con él, se entera de que está planeando introducir el mar en el núcleo de la Tierra para hacer que el fondo del mar vuelva a la superficie. Esto generará inmensas cantidades de vapor que quebrarán el núcleo de la Tierra y destruirán el planeta. Zaroff, enloquecido,  afirma que la destrucción de la Tierra es el fin último de todo científico. 
Una niña sirviente llamada Ara libera a Polly, y el Doctor escapa del laboratorio. Ben y Jamie están trabajando en una mina donde conocen a dos marineros náufragos, Sean y Jacko, que han sido apresados de la misma forma. Los cuatro escapan por un pozo secreto de la mina que conduce hasta el templo de Amdo, donde Polly se está escondiendo, protegida por Ara, que le da comida y la esconde de los guardias.
El Doctor conoce a un sacerdote llamado Ramo que se resiste a la influencia de Zaroff en la corte atlante, y le avisa de que  pretende destruir todo el planeta. Ramo lleva de incógnito al Doctor ante Thous, rey de la Atlántida, para que pueda darle el aviso, pero el rey cree en Zaroff y le entrega al Doctor y a Ramo como prisioneros. Son llevados para ser ejecutados en el templo de Amdo, lo que supone una oportunidad para Lolem de hacer su sacrificio. Sin embargo, una treta de Polly y los otros convence a los sacerdotes de que la estatua de Amdo tiene voz. El Doctor y Ramo se introducen en una habitación secreta tras la estatua, mientras Lolem se cree que su dios se ha tragado la ofrenda. Cuando va a informar de este milagro en la corte, Zaroff le denuncia, insultando sus creencias y sembrando la duda en la mente del rey Thous.
El Doctor decide provocar una revolución creando una escasez de comida. La alimentación basada en el plancton se pudre en cuestión de dos horas, así que decide hacer que los granjeros detengan las provisiones, enviando a Jacko a convencer a la gente pez para que se rebelen. El Doctor y sus amigos se dirigen a enfrentarse a Zaroff en persona. El Doctor se disfraza de adivino en el mercado atlante y ayuda a crear un ardid para separar a Zaroff de sus guardias. Así, Zaroff es capturado por los compañeros del Doctor, y le llevan a la habitación secreta tras la estatua, donde el hombre enloquecido se vanagloria de que su plan es imparable. El Doctor deja a Ramo y a Polly custodiando a Zaroff, que finge un ataque y cuando bajan la guardia se hace con un tridente con el que ensarta a Ramo. Este sobrevive, pero malherido, mientras Zaroff escapa. El megalomaníaco ha encontrado a sus guardias leales y vuelve a la corte real llevado por una turba, y se enfrenta a Thous. El rey está agraviado por la huelga de la gente pez, y ha perdido la fe en que Zaroff pueda elevar la Atlántida del mar. Zaroff responde disparando a Thous mientras sus guardias vencen en combate a los protectores del rey.
Cuando Zaroff se ha ido, el Doctor encuentra a Thous sangrando, pero vivo, en la sala del trono y le lleva a la habitación secreta para su seguridad. Decide entonces inundar la planta inferior de la Atlántida para que el reactor y el laboratorio de Zaroff sean destruidos. Sean y Jacko reciben el encargo de avisar a la población atlante para que huyan a los niveles superiores, mientras el Doctor y Ben se dirigen al gerenador para comenzar el plan. Una vez allí, cortan los cables para desestabilizarlo, y todas las secciones inferiores de la Atlántida comienzan a hundirse. Jamie y Polly se ve atrapados por la inundación, pero logran nadar hasta la superficie. Sean, Jacko, Thous y Damon también escapan de los niveles inferiores de la ciudad, pero Lolem ha desaparecido, supuestamente muerto. Zaroff ahora se ha vuelto completamente loco, obsesionado con su plan de destruir la Tierra. Ben y el Doctor se enfrentan a él y, con la ciudad en ruinas, sus guardias y técnicos salen huyendo. Con el nivel del agua subiendo en el laboratorio, Ben tiene éxito en atrapar al loco tras una reja para evitar que alcance los controles de detonación. Zaroff se ahoga mientras el Doctor y Ben huyen, incapaces de ayudarle.
Tras una penosa caminata, logran llegar a la superficie y se reúnen con Jamie y Polly. Sabiendo que algunos atlantes, entre otros Thous, Sean y Jacko, han sobrevivido, el grupo vuelve a la TARDIS y el Doctor activa los controles. Jamie reta al Doctor a llevar la TARDIS a un lugar elegido por él, pero entonces una fuerza externa descontrola la TARDIS y vuelan sin control hasta aterrizar.

### Continuidad
- El Doctor firma una nota para el profesor Zaroff como "Dr. W.", aparentemente sugiriendo un apellido.
- Esta es la primera de tres explicaciones que se dan en Doctor Who para el hundimiento de la Atlántida, las otras dos se dan en The Daemons y The Time Monster.[1]
- Como los seriales The Power of the Daleks y The Highlanders están ambos perdidos, el episodio dos de este serial es el episodio completo más antiguo que se conserva en el que aparecen Patrick Troughton como el Segundo Doctor y Frazer Hines como Jamie McCrimmon.

## Producción
| Episodio          | Fecha de emisión     | Duración | Espectadores en millones | Estado en el archivo              |
| ----------------- | -------------------- | -------- | ------------------------ | --------------------------------- |
| Episodio 1        | 14 de enero de 1967  | 24:18    | 8,3                      | Solo quedan fotogramas y el audio |
| Episodio 2        | 21 de enero de 1967  | 25:00    | 7,5                      | Película de 16mm                  |
| Episodio 3        | 28 de enero de 1967  | 24:09    | 7,1                      | Película de 16mm                  |
| Episodio 4        | 4 de febrero de 1967 | 23:20    | 7,0                      | Solo quedan fotogramas y el audio |
| [ 2 ] [ 3 ] [ 4 ] |                      |          |                          |                                   |

- Entre los títulos provisionales de la historia se incluyen Doctor Who Under the Sea (Doctor Who bajo el mar) y The Fish People (La gente pez)
- La historia de este guion está particularmente plagada de problemas. Tras su creación, se retiró de la producción, en parte por preocupaciones de que podría requerir un presupuesto más alto del disponible. William Emms escribió como reemplazo un nuevo guion, The Imps. Sin embargo, cayó enfermo. Cuando se dieron cuenta de que Emms no podría completar los cambios al guion, y tenía que empezarse a rodar en un mes, se recuperó el guion original, con el título actual. Otra complicación más se dio cuanto Frazer Hines fue contratado como miembro regular del reparto apenas un mes antes de que comenzara la producción del serial, y tuvieron que introducir el personaje de Jamie en el guion. Por todos estos problemas, los episodios se fueron rodando uno por uno apenas una semana antes de la emisión.
- En diciembre de 2011, la BBC anunció que el episodio 2, antes perdido, se había encontrado entre un material que compró el antiguo técnico de televisión Terry Burnett, solo con algunos cortes de la censura australiana. Los trozos perdidos, que aún se conservaban en los archivos nacionales de Australia, se reincorporaran en un próximo lanzamiento en DVD.[5][6]
- Patrick Troughton se mostraba particularmente descontento por la producción. Se dice que dijo que la gente pez tenía ropas y maquillaje ridículos. El productor Innes Lloyd pareció estar de acuerdo, admitiendo que "parecía algo de una película americana de serie B de los años 50".[7]